# Larona Kgabo
Larona Motlatsi Kgabo, Kgabo ,Larona (Gaborone, 13 luglio 1986), è una modella botswana, eletta Miss Universo Botswana 2011 il 23 luglio 2011 presso il Gaborone International Conference Centre, dove è stata scelta fra le dodici finaliste del concorso.
Dietro di lei si sono piazzate Jacqueline Sesa e Maungo Gwazai, rispettivamente seconda e terza classificata al concorso.
Al momento dell'incoronazione Larona Kgabi era laureata in architettura.
Grazie alla vittoria del titolo nazionale, Larona Kgabo è stata scelta come rappresentante ufficiale del Botswana per il concorso di bellezza internazionale Miss Universo 2011, che si è tenuto il 12 settembre 2011 a São Paulo, Brasile.